# Iranisch-südafrikanische Beziehungen
Die Islamische Republik Iran und die Republik Südafrika unterhalten gute Beziehungen, die sich vor allem auf wirtschaftliche Zusammenarbeit konzentrieren.
Während der Pahlavi-Dynastie (1925–1979) wurden Südafrika und der Iran zu wichtigen Partnern. Südafrika nahm in den 1940er Jahren Reza Schah Pahlavi auf, der von den Briten nach seiner Abdankung ins Exil gezwungen wurde. Reza Schah starb dort im Jahre 1944. Als Südafrika wegen seiner Apartheidpolitik zunehmend international in die Isolation geriet, erhielt es vom Iran weiterhin Unterstützung; vor allem war der Iran der wichtigste Erdöllieferant Südafrikas. Es wurden von Südafrika für den Fall eines Embargos große unterirdische Ölreserven angelegt. Der Schah Mohammad Reza Pahlavi baute im Zuge eines Staatsbesuchs bei Premierminister Balthazar Johannes Vorster die Beziehungen zwischen beiden Ländern aus. Südafrika lieferte in den 1970er Jahren für den Iran Uransubstrate aus dem eigenen Bergbau. Im Rahmen der militärischen Zusammenarbeit wurden im selben Zeitraum zwei iranische Zerstörer im Hafen Kapstadt instand gesetzt.
Nach der sogenannten Islamischen Revolution brach der Iran, der sich in seiner neuen politischen Ausrichtung als „Beschützer aller Unterdrückten“ verstand, die Beziehungen zu Südafrika aufgrund der dort verfolgten Apartheidpolitik ab. Oliver Tambo, ANC-Vorsitzender im Exil, zählte zu den ersten Repräsentanten, der Ajatollah Khomeini zur erfolgreichen Machtübernahme in Folge der Revolution gegen das Schah-Regime gratulierte. Der African National Congress (ANC) war die einzige linksorientierte Bewegung, mit der die junge islamische Republik, die eine Unterstützung verschiedener Widerstandsgruppen und Freiheitsbewegungen beabsichtigte, eine Zusammenarbeit aufbauen wollte.
Im Jahre 1994, nach dem Ende der Apartheid, nahmen die zwei Staaten ihre Beziehungen wieder auf. Nach wie vor sind die beiden Staaten füreinander wichtige Handelspartner; 40 % der Importe Südafrikas entfallen auf iranisches Erdöl. Der Ölimport wurde jedoch erst im Jahr 2000 wieder aufgenommen. Der Iran hat sein Interesse erklärt, durch seine staatliche National Iranian Oil Company in südafrikanische Raffinerieanlagen zu investieren.

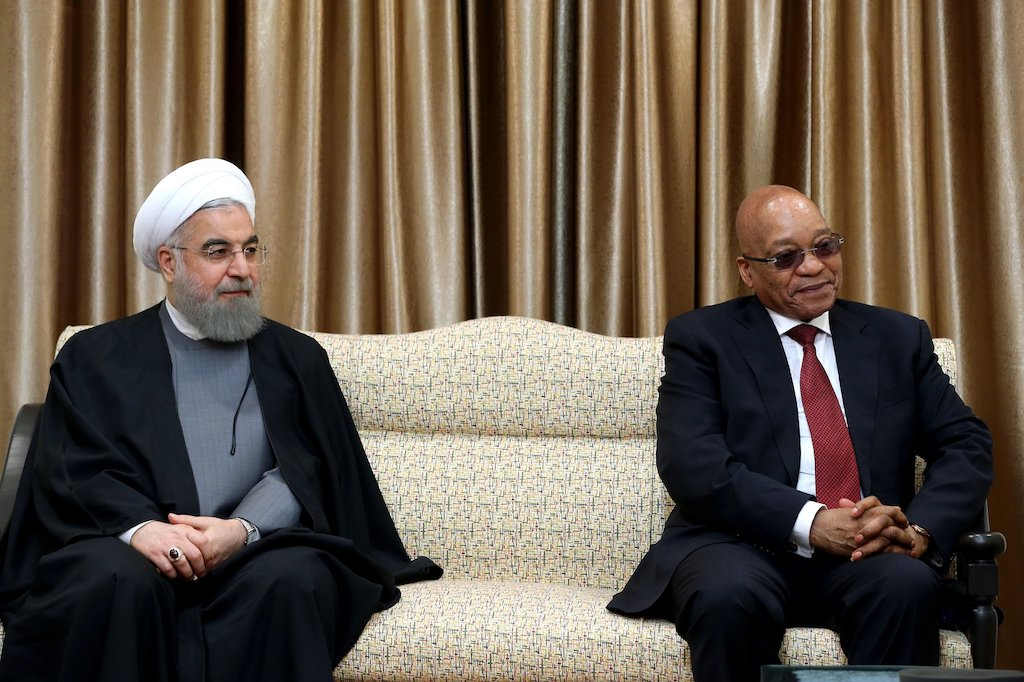
Zuma und Rouhani 2016

Da beide Staaten Erfahrungen mit einem Atomprogramm besitzen und hier in der Vergangenheit auch zusammengearbeitet haben, neigt Südafrika bei Abstimmungen in internationalen Organisationen über das iranische Atomprogramm tendenziell der iranischen Position zu. Südafrika verkaufte dem Iran eine größere Zahl von Rooivalk-Kampfhubschraubern, was in arabischen Staaten kritisch betrachtet wird.
Zwischen den Vizeaußenministern beider Staaten kam es am 29. September 2016 in Pretoria zu einer Vereinbarung zwecks vertiefter bilateraler Zusammenarbeit auf der Grundlage der South Africa-Iran Deputy Ministerial Working Group (DMWG). Der iranische Vizeminister für Erdöl war Mitglied der Verhandlungsdelegation. Diese Konsultationen intensivierten die umfassenden Kooperationsabsichten auf den Gebieten Handel, Finanzwirtschaft, Energie, Landwirtschaft, Bergbau, Bildung, Gesundheit, Tourismus, Verteidigung, Infrastrukturentwicklung, Wissenschaft, Technologietransfer und Industrieproduktion. Die frühere südafrikanische Außenministerin Nkosazana Dlamini-Zuma hatte die Beziehungen zum Iran reformiert und massiv ausgebaut. International vertrat sie vehement die Auffassung, dass primär Verhandlungen und nicht Sanktionen die Basis für zukunftsorientierte Beziehungen zum Iran darstellen. Diese Positionen haben innerhalb der Staatengemeinschaft der Afrikanischen Union Anerkennung gefunden.